# Rold Skov, Lindenborg Ådal og Madum Sø
Rold Skov, Lindenborg Ådal og Madum Sø este o arie protejată (arie specială de conservare — SAC, sit de importanță comunitară — SCI) din Danemarca întinsă pe o suprafață de 8.748 ha, integral pe uscat.

## Localizare
Centrul sitului Rold Skov, Lindenborg Ådal og Madum Sø este situat la coordonatele 56°50′34″N 9°51′27″E / 56.842778°N 9.8575°E.

## Înființare
Situl Rold Skov, Lindenborg Ådal og Madum Sø a fost declarat sit de importanță comunitară în februarie 1998 pentru a proteja 3 specii de plante și 8 specii de animale. Situl a fost protejat și ca arie specială de conservare în decembrie 2011.

## Biodiversitate
Situată în ecoregiunea continentală, aria protejată conține 26 de habitate naturale: Lacuri și iazuri distrofice naturale, Păduri de fag din Europa Centrală dezvoltate pe sol calcaros cu Cephalanthero-Fagion, Păduri de fag Luzulo-Fagetum, Păduri de fag acidofile atlantice, cu subarboret de Ilex și, uneori, de asemenea, Taxus, la nivelul arbuștilor (Quercion robori-petraeae sau Ilici-Fagenion), Păduri de fag Asperulo-Fagetum, Păduri de stejar sau de stejar și carpen sub-atlantice și medio-europene de Carpinion betuli, Păduri aluvionare cu Alnus glutinosa și Fraxinus excelsior (Alno-Padion, Alnion incanae, Salicion albae), Formațiuni de Juniperus communis pe lande sau pajiști calcaroase, Mlaștini turboase de tranziție și turbării mișcătoare, Turbării active, Pajiști uscate seminaturale și facies de acoperire cu tufișuri pe substraturi calcaroase (Festuco-Brometalia) (* situri importante pentru orhidee), Izvoare petrifiante cu formare de travertin (Cratoneurion), Ape puternic oligomezotrofe cu vegetație bentonică cu Chara spp., Ape oligotrofe din câmpii nisipoase, cu un conținut foarte redus de minerale (Littorelletalia uniflorae), Mlaștini oligotrofe degradate, capabile încă de regenerare naturală, Lacuri eutrofice naturale cu vegetație de tip Magnopotamion sau Hydrocharition, Mlaștini alcaline, Mlaștini împădurite, Păduri acidofile de stejar bătrân cu Quercus robur pe câmpii nisipoase, Formațiuni ierboase bogate în specii de Nardus, dezvoltate pe substraturi silicioase în zone montane (și în zone submontane, în Europa continentală), Pajiști cu Molinia pe soluri calcaroase, turboase sau argilos-nămoloase (Molinion caeruleae), Pajiști uscate europene, Depresiuni pe substraturi de turbă de Rhynchosporion, Liziere de ierburi înalte hidrofile de câmpie și de nivel montan până la alpin, Cursuri de apă de la nivel de câmpie la nivel montan, cu vegetație Ranunculion fluitantis și Callitricho-Batrachion, Pajiști umede nord-atlantice cu Erica tetralix.
La baza desemnării sitului se află mai multe specii protejate:
- plante (3): Buxbaumia viridis, papucul doamnei (Cypripedium calceolus), Hamatocaulis vernicosus
- amfibieni (1): triton cu creastă (Triturus cristatus)
- mamifere (2): vidră de râu (Lutra lutra), liliac de iaz (Myotis dasycneme)
- nevertebrate (3): Dytiscus latissimus, Vertigo angustior, Vertigo geyeri
- pești (2): cicar (Lampetra planeri), Petromyzon marinus